# 李儆 (辽朝)
李儆，辽朝官员。
天祚帝乾统年间，李儆官至洺州刺史、银青荣禄大夫、檢校左散騎常侍、陇西县开国男。他的名字和兄弟朝散大夫、守少府监、知儒州军事，骑都尉、赐紫金鱼袋、开国伯李偓，西京马军都虞侯、银青荣禄大夫、检校刑部尚书、行左千卫大将军、开国男李佺都镌刻在《李氏石幢记》上。